# Gabriel Lalonde
Gabriel Lalonde, né à Montréal en 1945, est un poète, romancier, dramaturge et artiste visuel québécois.

## Biographie
Gabriel Lalonde est né à Montréal en 1945 puis grandi à Sainte-Adèle et vit à Coteau-du-Lac. Il vit présentement à Québec. Il est le père de la poète Catherine Lalonde ainsi que de Sarah Lalonde, scénariste et auteure jeunesse.
Au croisement de la littérature et des arts visuels, il travaille les mots, la peinture et la sculpture,,. « Peintre en marge de l'activité d'écrivain, il se trouve, certes, au cœur de l'écriture, mais ce n'est que pour en transgresser les limites. Car il transforme l'écriture en matériau plastique ».
En littérature, il s'intéresse plus particulièrement à la poésie et au théâtre. Lalonde participe à des évènements littéraires au Québec, en Belgique ainsi qu'en France en plus de signer des textes dans plusieurs revues dont Estuaire, Envol et Stop. De plus, ses pièces Aurore et le Boréal (1981) et La reine de la patate (1979) sont jouées à Radio-Canada,.
En poésie, il fait paraitre de nombreux titres aux Éditions du Loup de gouttière dont L'amour feu : journal poétique d'un amour fou (1993), Le coeur en sablier (1993), Toi que jamais je ne termine (1998), Le cri de l'eau (2004), Le pays où il n'y a pas d'elles (2007) ainsi que Les écritures du moi (2018),. Il publie également un roman, Les sexes ivres : conte érotique de l'autre moi (1996), toujours aux Éditions du Loup de gouttière.
Gabriel Lalonde est aussi scénariste. Il écrit notamment les scénarios des bandes dessinées Allo! Allo! (Graphikel inc., 1985) ainsi que de Mon arbre, j'en prends soin! (Ministère de l'énergie et des ressources, 1989). En littérature jeunesse, il publie Les ailes de Lou : conte à la volée avec des illustrations de Thérèse Casavant (Éditions du Loup de gouttière, 2000).
En arts visuels, il peint et sculpte le bois, le papier ainsi que le métal. « Au souci de la structuration que manifestent ses compositions, Gabriel Lalonde ajoute celui indissociable du travail de la matière pour la matière à partir de l'insertion d'éléments hétérogènes dans la peinture: bouts de ficelle, morceaux de carton trouvés travaillés de façon brute ».
Lalonde expose ses oeuvres tant au Québec qu'à l'international. Il est récipiendaire du Prix de la Ville de Montreux, décerné lors de la foire en arts contemporain Art Forum, en Suisse, pour l'ensemble de son œuvre (2005),. En 2007, il reçoit le Prix du jury de la foire en arts contemporain Art Forum, en Suisse.
En 2010 et 2011, il présente deux expositions solos créées à partir des textes de L’Homme rapaillé de Gaston Miron, soit Tableau de paroles, présentées au Festival de la Poésie de Trois-Rivières ainsi que Poèmes visibles, présenté au Festival de Littérature de Montréal,.
Il est l'invité d'honneur à la Rencontre des Arts contemporains de Knowlton (2011) ainsi qu'au Festival de la Parole Poétique de Moëllan sur mer en Bretagne (2012).
Gabriel Lalonde est membre du Regroupement des artistes en arts visuels, de l'Association d'artistes professionnels en arts visuels de Québec ainsi que de l'Union des écrivaines et des écrivains québécois.

## Œuvres

### Poésie
- L'Amour doux : eau de femme, avec des images, Claude Le Sauteur, Québec, Éditions du Loup de gouttière, 1990, 153 p. (ISBN 2921310007)
- L'Amante océane, Québec, Éditions du Loup de gouttière, 1991, 46 p. (ISBN 2921310015)
- L'amour de l'une, Anticosti, Québec, Éditions du Loup de gouttière, 1992, 136 p. (ISBN 2921310139)
- Petits mots de vie, Québec, Éditions du Loup de gouttière, 1992, 106 p. (ISBN 2921310074)
- L'amour feu : journal poétique d'un amour fou, avec des oeuvres de Paule Lagacé, Québec, Éditions du Loup de gouttière, 1993, 141 p. (ISBN 2-921310-34-1)
- Le coeur en sablier, Québec, Éditions du Loup de gouttière, 1993, 81 p. (ISBN 2-921310-29-5)
- Lettres à la mort : les nuits du coeur, avec des oeuvres de Gabriel Lalonde et de Francine Vernac, Québec, Éditions du Loup de gouttière, 1995, 141 p. (ISBN 2-921310-50-3)
- Toi que jamais je ne termine, Québec, Éditions du Loup de gouttière, 1998, 95 p. (ISBN 2-921310-89-9)
- Les derniers mots d'amour, Québec, Éditions du Loup de gouttière, 2000, 82 p. (ISBN 2-89529-022-9)
- L'étreinte des oiseaux. Dans Les gerçures du temps, de Bernard Montini, Limoges, Le Brut des autres, Québec, Le Loup de gouttière, 2001, 121 p. (ISBN 2-914461-01-1 et 2-89529-044-X)
- Le cri de l'eau, Québec, Éditions du Loup de gouttière, 2004, 61 p. (ISBN 2-89529-097-0)
- Le pays où il n'y a pas d'elles, Québec, Éditions du Loup de gouttière, 2007, 59 p. (ISBN 978-2-89529-125-1)
- Le geste liquide d'exister, Québec, Atelier T, 2012, 50 p. (ISBN 978-2-9813014-0-6)
- Les écritures du moi, Québec, Éditions du Loup de gouttière, 2018, 34 p. (ISBN 9782981770509)

### Roman
- Les sexes ivres : conte érotique de l'autre moi, Québec, Éditions du Loup de gouttière, 1996, 84 p. (ISBN 2-921310-57-0)

### Bandes dessinées
- Allo! Allo!, dessins de Claude Gagné, scénario et texte de Gabriel Lalonde, coordination et réalisation de Francine Vernac, Sainte-Brigitte de Laval, Graphikel inc., 1985, 15 p. (ISBN 2920562053)
- Mon arbre, j'en prends soin!, scénario de Gabriel Lalonde et dessins de Benoît Joly, Québec, Ministère de l'énergie et des ressources, 1989, 12 p. (ISBN 2550196341)

### Littérature jeunesse
- Les ailes de Lou : conte à la volée, avec des illustrations de Thérèse Casavant, Québec, Éditions du Loup de gouttière, 2000, 40 p. (ISBN 2-89529-023-7)

## Prix et honneurs
- 2005 - Récipiendaire : Prix de la Ville de Montreux, foire en arts contemporain Art Forum, en Suisse (pour l'ensemble de son œuvre)[1],[4]
- 2007 - Récipiendaire : Prix du jury, foire en arts contemporain Art Forum, en Suisse.
- 2017 - Finaliste :  Prix de poésie Radio-Canada (pour Écritures du moi, jE)